# Paschasius von Arles
Paschasius von Arles (französisch Paschase d’Arles; † um 588) war den Bischofs-Diptychen zufolge Erzbischof von Arles. Allerdings ist seine Existenz umstritten.
Von den Bischofs-Diptychen (diptyques épiscopaux) sind zwei jüngere Abschriften bekannt, die beide einen Paschasius zwischen den Bischöfen Licerius und Virgilius nennen. Weiteres ist über diesen Amtsinhaber allerdings nicht bekannt. Teilweise wird seine Existenz bezweifelt. So schreibt Gregor von Tours in seinem Geschichtswerk, dass nach dem Tod des Licerius direkt der Abt Virgilius von Autun dessen Nachfolger als Bischof wurde; einen Paschasius nennt er nicht. Auch die Gallia christiana novissima verzeichnet keinen Text, in dem er erwähnt wird.
William E. Klingshirn kommt daher in seinem Werk über Caesarius von Arles zu dem Schluss, dass es keine Grundlage für ein Episkopat von Paschasius gebe und es sich bei seinem Namen um eine nachträgliche Interpolation handele. Charles-Louis Richard und Jean Joseph Giraud in ihrem Bischofsverzeichnis sowie Henri Léonard Bordier in seiner Ausgabe des Werkes von Gregor von Tours gingen im 19. Jahrhundert dagegen noch davon aus, dass der Bischof Paschasius wohl existiert haben könnte, aber nur für sehr geringe Zeit im Amt gewesen sei. Als Grund für die Kürze seiner Amtszeit könnte dann die in diesen Jahren wütende Pest-Epidemie (Justinianische Pest) in Betracht gezogen werden.